# Asedio de Navarino
El asedio de Navarino fue un intento de la Liga Santa, liderada por Juan de Austria, de conquistar Navarino y Modona tras la batalla de Lepanto. No hubo éxito y la flota cristiana se retiró con bajas menores, aunque lograron abatir a un teniente turco de alto nivel, Mahomet Bey, en el proceso.

## Trasfondo
Después de la victoria en Lepanto, el comandante de la Liga Santa, Juan de Austria, fijó como objetivo conquistar el castillo de Santa Maura en los Dardanelos turcos, con vistas a una invasión del Peloponeso. Sin embargo, el estado de la flota y los suministros tras la batalla no lo hicieron posible y les llevaron a retirarse a Mesina. Las deliberaciones sobre qué hacer paralizaron la Liga, ya que Felipe II de España ambicionaba usarla para conquistar Argel y Túnez, más próximos a España, mientras que la República de Venecia presionaba para seguir luchando en el este, más cercano a la propia Venecia. La facción veneciana prevaleció y obligó a la flota a ir hasta Corfú, pero allí el almirante turco Uluj Alí, superviviente de Lepanto y principal navegante turco, rehusó el combate y se refugió en Navarino, desplazándose más tarde a Modona. Los cristianos decidieron entonces conquistar ambas plazas.

## Asedio
Juan de Austria movió la flota al puerto de Navarino, desde donde podría observar ambos bastiones. Los españoles bajo el mando de Bazán ganaron una primera escaramuza naval, tras lo que desertores informaron que Uluj Alí estaba esencialmente acorralado y que había transportado cañones de sus naves a la fortaleza de Modona. Sin embargo, los comandantes cristianos discutieron largamente sobre cómo acometerla, llegando a empezar a construir una batería flotante antes de darse cuenta de que sería impráctica, y entre tanto el tiempo pasaba, con el clima de otoño cada vez más próximo a hacer imposible la operación. Siguiendo de nuevo la opinión veneciana, Don Juan desembarcó en Navarino un contingente de 5000 españoles y 3000 italianos al mando de Alejandro Farnesio, pero el asedio fue duro, y antes de que pudiesen tomar la fortaleza, Don Juan les ordenó reembarcar debido al mal tiempo y a la llegada de refuerzos turcos de 20.000 tropas.
Miguel de Cervantes, que participó en el asedio, describe así el fracaso cristiano en Don Quijote de La Mancha:

"Vi y noté la ocasión que allí se perdió de no coger en el puerto toda el armada turquesca, porque todos los leventes y genízaros que en ella venían tuvieron por cierto que les habían de embestir dentro del mesmo puerto y tenían a punto su ropa y pasamaques, que son sus zapatos, para huirse luego por tierra, sin esperar ser combatidos: tanto era el miedo que habían cobrado a nuestra armada. Pero el cielo lo ordenó de otra manera, no por culpa ni descuido del general que a los nuestros regía, sino por los pecados de la cristiandad y porque quiere y permite Dios que tengamos siempre verdugos que nos castiguen."

Viéndolo imposible, y para conmoción de los venecianos, Don Juan anunció el fin de la campaña y desplazó a la flota a Modona, donde trataría de obligar a salir a la armada turca como último recurso. Se vio salir una flotilla de 20 galeras turcas perseguir a un mercante veneciano cerca de Sapientza, por lo que la armada cristiana se precipitó sobre ellas. Uluj Alí avisó a las galeras para que regresasen y envió otras 15 a cubrirlas, pero Bazán persiguió a la nave capitana con la suya propia, La Loba, y logró capturarla, descubriéndose que la comandaba Mahomet Bey, hijo de Hasán Bajá de Argel, y a sazón nieto de Jeireddín Barbarroja y yerno de Turgut Reis. Mahomet fue muerto por sus propios galeotes cristianos durante el combate, descuartizado a mordiscos según Cervantes, pero se liberó a 220 remeros y se capturó a 200 jenízaros con el abordaje. El navío fue más tarde puesto al servicio de España bajo el nombre de La Presa.

"Era tan cruel el hijo de Barbarroja y trataba tan mal a sus cautivos, que así como los que venían al remo vieron que la galera Loba les iba entrando y que los alcanzaba, soltaron todos a un tiempo los remos y asieron de su capitán, que estaba sobre el estanterol gritando que bogasen apriesa, y pasándole de banco en banco, de popa a proa, le dieron bocados, que a poco más que pasó del árbol, ya había pasado su ánima al infierno: tal era, como he dicho, la crueldad con que los trataba y el odio que ellos le tenían."

Por fin, y con la llegada de los temporales, Juan de Austria dio a la flota cristiana la orden de regresar, llegando poco después a Mesina por la vía de Zante.

## Resultados
No habiéndose logrado gran cosa pese al gran gasto de recursos, la discordia entre España y Venecia creció. El capitán general veneciano Giacomo Foscarini, que tendría que soportar en su patria el fracaso de la operación, llegaría a acusar a los españoles de sabotearla, y a Juan de Austria de estar más interesado en las noticias de la guerra de Flandes que de lo que ocurría allí. Poco después, se hizo público el tratado de paz entre Venecia y el Imperio Otomano, noticia que Felipe II recibió con frialdad. Los españoles consideraron seguir haciendo la guerra a Levante en solitario, pero se optó por acosar el norte de África cercano a España. Bazán impulsó conquistar Argel, pero Doria consideraba mejor opción Túnez, y ésta fue la elegida, siendo conquistada poco después, aunque retenida por poco tiempo.